# Songbird (2020)
Songbird ist ein US-amerikanischer Science-Fiction-Thriller aus dem Jahr 2020. Regie führte Adam Mason, der das Drehbuch zusammen mit Simon Boyes geschrieben hat. Die Hauptrollen übernahmen K. J. Apa, Sofia Carson und Demi Moore.

## Handlung
2024 befindet sich die Welt im vierten Jahr der COVID-19-Pandemie, die inzwischen als COVID-23 bezeichnet wird, nachdem das Virus mutierte. Weltweit sind infolge der Pandemie bereits mehr als 100 Millionen Menschen gestorben. In den Vereinigten Staaten werden mit dem Virus infizierte Menschen gegen ihren Willen aus ihren Häusern geholt und in Quarantänelager, auch „Q-Zones“ oder Konzentrationslager genannt, gebracht, wo sich einige gegen die brutalen Einschränkungen wehren. In diesen Lagern warten sie auf ihre Genesung oder ihren Tod. Die Geheilten erhalten ein Immunitäts-Armband, um die Zonen verlassen zu dürfen.
Nico Price, ein Fahrradkurier, der immun ist, da er mit dem Virus infiziert und geheilt wurde, lebt in einer Fernbeziehung mit Sara Garcia, einer jungen Künstlerin, weil die Hygienebestimmungen ihnen den körperlichen Kontakt verbieten. Nico arbeitet für Lester, der sich auf die Lieferung von Paketen an vermögende Privatpersonen spezialisiert hat. Einer seiner größten Kunden ist die Familie Griffins, deren Tochter Emma an einer Autoimmunerkrankung leidet. William Griffin, ein ehemaliger Plattenmanager, hat eine Affäre mit May, die ihren Lebensunterhalt mit Coversongs verdient. May baut während des Lockdowns eine Freundschaft zu Michael Dozer, einem behinderten Kriegsveteranen, auf, der für Lester als Drohnenbetreiber arbeitet, um die Kuriere zu überwachen und im Blick zu behalten.
Als Saras Großmutter Lita krank wird, nimmt Emmett Harland, Leiter der Sanitätseinrichtung von Los Angeles, an, dass Sara sich infiziert hat, daraufhin beschließt Nico, sie zu retten. Nico kontaktiert Lester, da er weiß, dass dieser illegale Immunität-Armbänder transportiert. Lester sagt ihm, dass die Griffins die Armbänder verkaufen. Als Nico zu ihrem Haus geht, geben die Griffins ihm die Telefonnummer ihres vermeintlichen Lieferanten. Nico trifft sich schließlich mit Harland in einem Lagerhaus und muss erkennen, dass es sich um eine Falle handelt. Nico kann in letzter Minute entkommen. Währenddessen wartet Sara auf Nico und Lita stirbt. Die Sanitätsabteilung kommt, um Lita abzuholen, und die Mitarbeiter wollen Sara festnehmen. Sara schlägt einen von ihnen nieder und zieht seinen Schutzanzug an, bevor sie aus dem Wohngebäude flieht. Harland und sein Team holen Sara schließlich ein, wobei festgestellt wird, dass Sara trotz ihrer Exposition noch keine Symptome von COVID-23 zeigt und daher immun sein muss. Trotzdem lässt Harland Sara festnehmen.
William verlangt, May wiederzusehen, aber diese lehnt immer wieder ab und behauptet, sie habe aufgezeichnet, dass er ihr ein Armband mit illegaler Immunität angeboten habe. Williams Ehefrau Piper belauscht dessen Anruf mit May und wirft ihn aus dem Haus. William will zu May gehen, um sie zum Schweigen zu bringen. Piper jedoch warnt May zuvor. May bittet Dozer um Hilfe und dieser benutzt eine bewaffnete Drohne, um William zu töten und damit Mays Leben zu retten.
Nico kehrt zu den Griffins zurück und konfrontiert Piper mit seinem Wissen. Nachdem er beteuert hat, nur das Leben seiner Freundin retten zu wollen, willigt Piper ein und hilft ihm. Sie konfiguriert für Sara ein Immunitäts-Armband. Daraufhin kehrt Nico in Saras Wohnung zurück und muss erkennen, dass diese bereits von der Sanitätsabteilung abgeholt wurde. Harland taucht auf und es kommt zwischen den beiden zu einem Kampf, bei welchem Harland getötet wird. Mit der Hilfe von Lester und Dozer kann Nico Sara in der „Q-Zone“ finden und ihr das Immunitäts-Armband rechtzeitig überstreifen, um sie vor der Quarantäne zu bewahren. Als sie sich zum ersten Mal umarmen, sagt Sara Nico, dass sie wirklich immun ist.

## Produktion
Am 13. März 2020 erhielt Adam Mason einen Anruf von Simon Boyes, der eine Idee für einen Film über die COVID-19-Pandemie hatte. Am 19. Mai 2020 wurde berichtet, dass Michael Bay, Goodman und Eben Davidson einen Film über die laufende COVID-19-Pandemie mit dem Titel Songbird produzieren würden. Mason, der das Drehbuch zusammen mit Boyes schrieb, sollte Regie führen.
Die Dreharbeiten begannen am 8. Juli 2020 in Los Angeles und wurden zunächst von der SAG-AFTRA gestoppt, die der Produktion einen Tag später die Erlaubnis erteilte fortzufahren. Der Film wurde am 3. August 2020 fertiggestellt und war der erste Film, der in Los Angeles während des Lockdowns aufgrund der COVID-19-Beschränkungen gedreht wurde. Die Produktion hielt sich an die Sicherheitsprotokolle einschließlich regelmäßiger Tests, einer maximalen Crewgröße von 40 Personen pro Tag und der Trennung der Schauspieler.

## Veröffentlichung
Die Veröffentlichung über Video-on-Demand erfolgte am 11. Dezember 2020, gefolgt von einem großen Streaming-Anbieter im Jahr 2021.
In Deutschland wurde der Film am 12. Februar 2021 exklusiv bei Amazon Prime Video veröffentlicht.

## Rezeption
In den USA erhielt der Film von der MPAA ein PG-13-Rating, was eine Freigabe unter 13 Jahren  nicht empfiehlt.
Alonso Duralde von TheWrap meint: „Es ist nicht grundsätzlich falsch, eine aktuelle Tragödie als Ausgangspunkt für einen Genrefilm zu verwenden, aber jeder Filmemacher, der sich dazu entschließt, sollte besser etwas Provokantes oder Interessantes oder zumindest Kompetentes schaffen, um dies zu rechtfertigen.“
Bei Rotten Tomatoes bekam der Film 9 Prozent, basierend auf 74 Kritiken. Bei Metacritic erreichte Songbird 27 von 100 Punkten, basierend auf 12 Kritiken.